# Pocket Gamer
Pocket Gamer è un sito web di videogiochi che si concentra su giochi per dispositivi mobili come smartphone e tablet. Il sito è stato lanciato il 16 novembre 2005 ed è pubblicato e di proprietà della società britannica Steel Media Ltd.
Il sito riporta notizie su tutti i principali formati di gioco per dispositivi mobili, tra cui iPhone, iPad, Android, Nintendo Switch. Vi sono anche premi per i giochi suddivisi in diverse categorie. Il quotidiano britannico The Guardian ha pubblicato un elenco di giochi per dispositivi mobili consigliati da Pocket Gamer, in particolare l'elenco dei giochi consigliati per ogni mese. Negli anni successivi al lancio, Steel Media Ltd ha creato molti spin-off del marchio, compreso il sito PocketGamer.biz rivolto al settore e una serie di conferenze chiamate Pocket Gamer Connects.